# Аффі
Аффі (італ. Affi, вен. Afi) — муніципалітет в Італії, у регіоні Венето, провінція Верона.
Аффі розташоване на відстані близько 430 км на північ від Рима, 125 км на захід від Венеції, 22 км на північний захід від Верони.
Населення — 2319 осіб (2014).
Щорічний фестиваль відбувається 29 червня. Покровитель — святий Петро.

## Демографія
Населення за роками:

Станом на 1 січня 2023 року в муніципалітеті офіційно проживали 223 іноземці з 40 країн, серед них 93 громадяни країн Євросоюзу та 10 громадян України.

## Сусідні муніципалітети
- Бардоліно
- Кавайон-Веронезе
- Костермано
- Риволі-Веронезе